# Faille nord-anatolienne

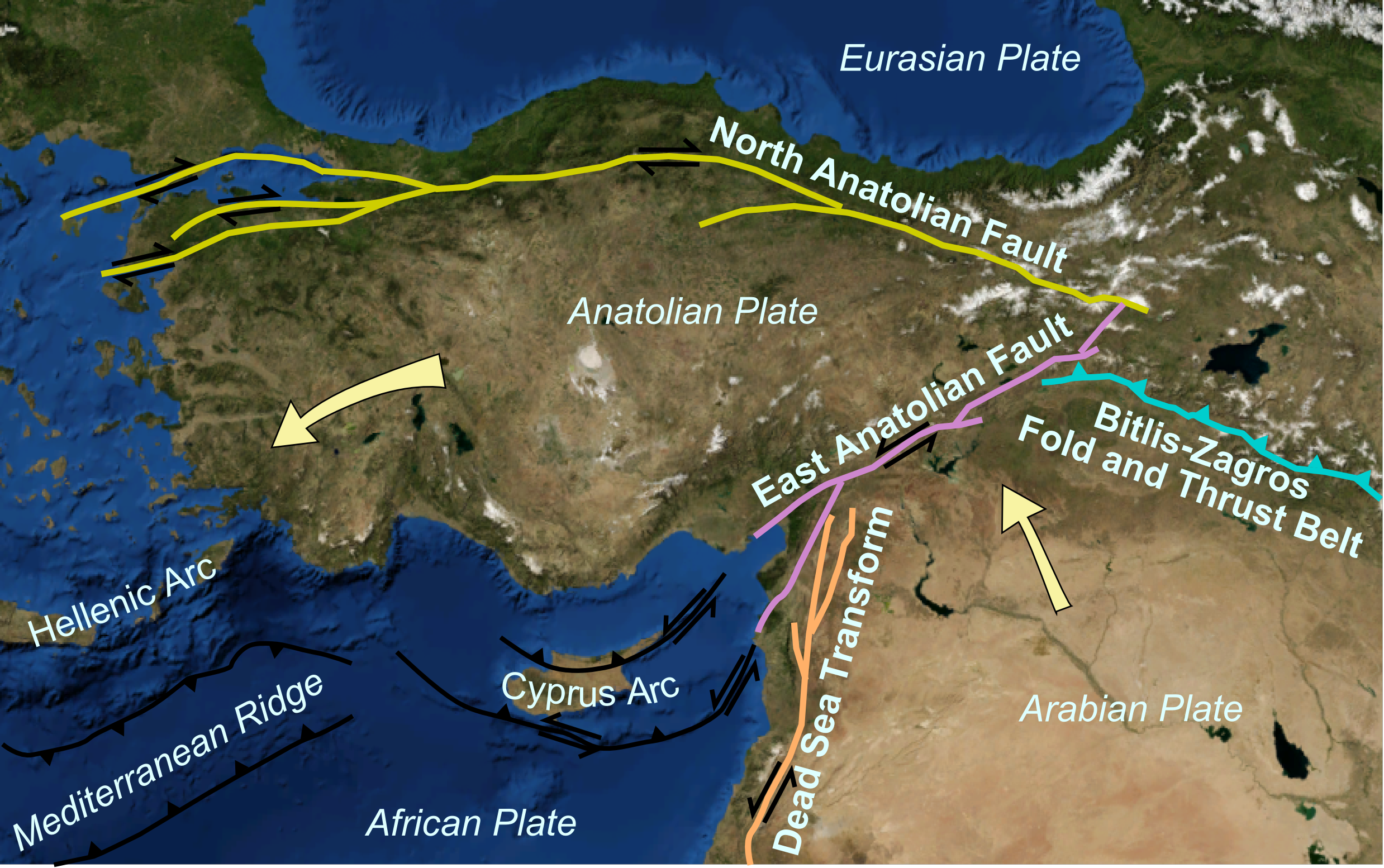
Faille nord-anatolienne (en jaune).

La faille nord-anatolienne (turc : Kuzey Anadolu Fay Hattı) est un système de failles de la plaque anatolienne. Elle constitue un décrochement géologique (faille coulissante) qui longe le Nord de l'Anatolie. En raison de son activité importante et des zones de peuplement situées sur son parcours, elle représente un risque naturel majeur en Turquie.
Il s'agit d'un décrochement dextre.

## Caractéristiques
La faille nord-anatolienne est un décrochement (une faille coulissante) dextre. Elle est longue d'environ 1 200 kilomètres et a pour extrémités à l'est Karlıova et à l'ouest le golfe de Saros.

## Histoire géologique
La faille nord-anatolienne est active depuis environ 10 millions d'années et s'est propagée en direction de l'Ouest. Elle entre en mer Égée il y a environ 5 millions d'années, et est responsable de la formation du golfe de Corinthe depuis 1 million d'années.
La faille nord-anatolienne a produit des décalages totaux de l'ordre de 70 km à 100 km,.

## Fonctionnement actuel
Aujourd’hui les mesures GPS montrent qu'Ankara se rapproche d'Istanbul de 25 mm/an. La Faille Nord Anatolienne réactive les anciennes failles de la mer Égée et elle interagit mécaniquement avec la subduction égéenne,.   

## Activité
| Date             | Lieu                     | Échelle MSK | Magnitude | Déplacement horizontal (cm) |       |
| ---------------- | ------------------------ | ----------- | --------- | --------------------------- | ----- |
| 27 décembre 1939 | Vallée d'Erzincan-Kelkit | XI          | 8         | 80 à 200                    | [ 7 ] |
| 20 décembre 1942 | Erbaa-Niksar             | X           | 7,3       | 50 à 175                    | [ 7 ] |
| 27 novembre 1943 | Kastamonu-Samsun         | X           | 7,6       | 150                         | [ 7 ] |
| 1er février 1944 | Bolu-Gerede              | X           | 7,4       | 350                         | [ 7 ] |
| 31 mai 1946      | Varto-Üstükran           | VII - VIII  | 6         |                             | [ 7 ] |
| 13 août 1951     | Kurşunlu                 | IX          | 7         |                             | [ 7 ] |
| 18 mars 1953     | Yenice-Gönen             | X           | 7,5       | 150                         | [ 7 ] |
| 26 mai 1957      | Abant                    | IX          | 7         | 140 - 160                   | [ 7 ] |
| 6 octobre 1964   | Manyas                   | IX          | 6,5 - 7   |                             | [ 7 ] |
| 19 août 1966     | Varto                    | IX          | 7         |                             | [ 7 ] |
| 22 juillet 1967  | Adapazarı-Mudurnu        | IX          | 7,1       | 20 - 190                    | [ 7 ] |
| 17 août 1999     | Izmit                    | X           | 7,2 - 7,6 | 300 - 500                   | [ 8 ] |